# Еріон золотогрудий
Еріон золотогрудий (Eriocnemis cupreoventris) — вид серпокрильцеподібних птахів родини колібрієвих (Trochilidae). Мешкає в Колумбії і Венесуелі.

## Опис

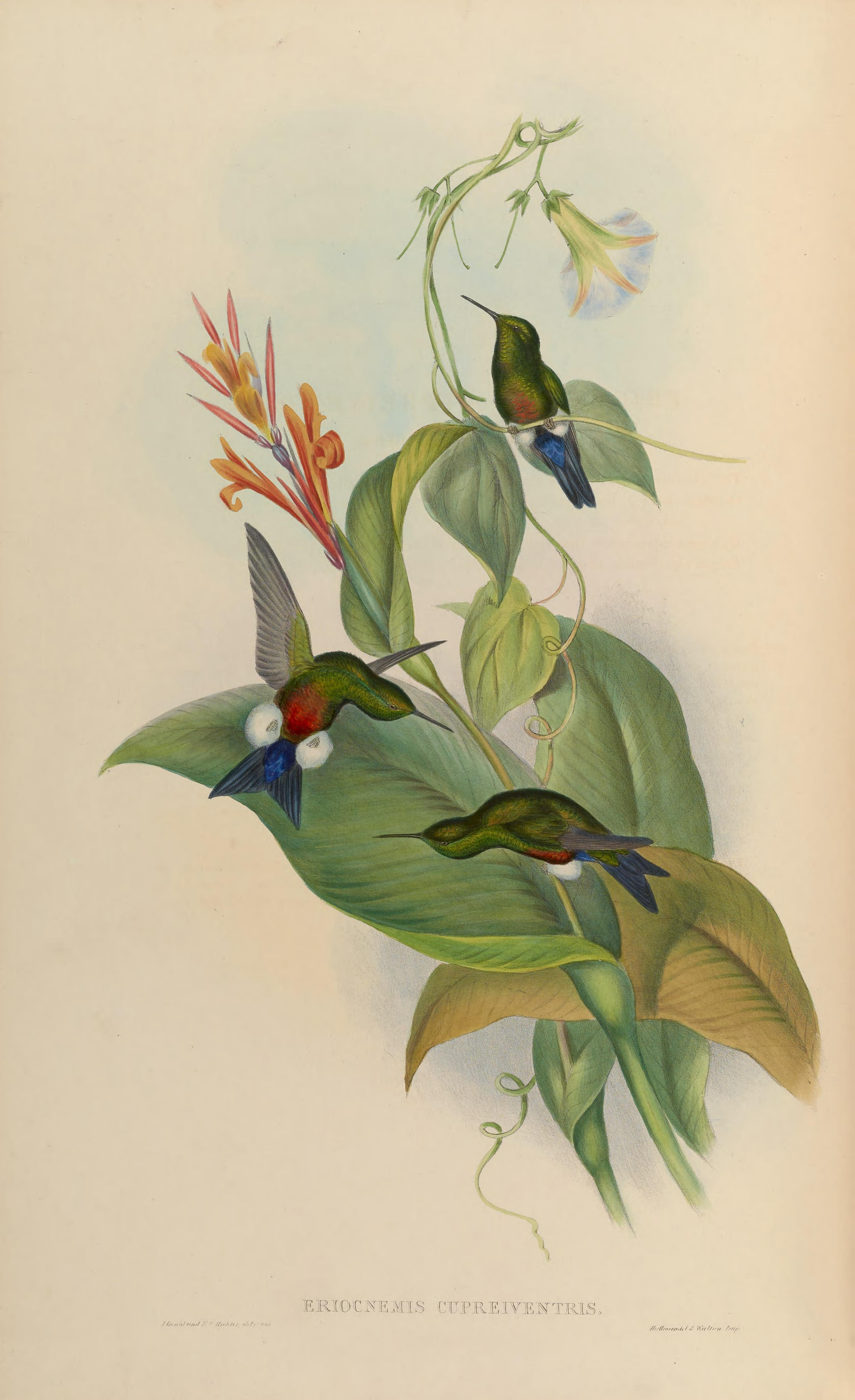
Золотогруді еріони

Довжина птаха становить 9-10 см, вага 4,2-5,6 г. У самців верхня частина тіла зелена, блискуча, надхвістя і верхні покривні пера хвоста синьо-зелені, блискучі. Нижня частина тіла зелена, блискуча, центральна частина живота золотисто-мідна, нижні покривні пера хвоста фіолетові, блискучі. Лапи покриті білим пуховим пір'ям. Хвіст роздвоєний, синювато-чорний. Дзьоб прямий, чорний. У самиць горло поцятковане сірувато-білими плямками, нижня частина тіла менш мідно-червона. У молодих птахів груди чорнуваті, мідний відтінок в оперенні відсутній.

## Поширення і екологія
Золотогруді еріони мешкають в горах Східного хребта Колумбійських Анд (на південь від Кундінамарки) і в горах Кордильєра-де-Мерида на північному заході Венесуели. Вони живуть на узліссях вологих гірських тропічних лісів і карликових лісів та на порослих чагарниками високогірних луках парамо. Зустрічаються на висоті від 1950 до 3000 м над рівнем моря, переважно на висоті понад 2500 м над рівнем моря. Здійснюють сезонні висотні міграції. Живляться нектаром квітучих чагарників і невисоких дерев, квіти яких мають короткі віночки, зокрема з родів Palicourea, Cavendishia і Pernettya, а також комахами, яких ловлять в польоті. Сезон розмноження триває з вересня по січень. Гніздо відносно велике, чашоподібне. розміщується в густій рослинності. В кладці 2 білих яйця.

## Збереження
МСОП класифікує стан збереження цього виду як близький до загрозливого. Золотогрудим еріонам загрожує знищення природного середовища. 